# 约翰可林斯 (鸡尾酒)
约翰可林斯是一種鸡尾酒，经证明在1869年配方被发明，但也有可能更早。据说这个名字起源于一位在梅费尔的康迪街 Limmer's Old House 工作的侍应生，这是在1790-1817年间在伦敦很受欢迎的一家旅馆和咖啡馆。

## 描述
约翰可林斯是一杯加苏打水、柠檬汁，糖浆和苏打水和倫敦乾琴酒（或波本威士忌）之后加冰搅拌制成的长饮可林斯类鸡尾酒。约翰可林斯的配方在1869年的“管家和酒吧老板手册”中有介绍：
 一大匙糖粉

半个柠檬的柠檬汁

老汤姆金酒

一瓶纯苏打水

摇盪，或加冰搅拌。加入一片柠檬皮卷装饰。
饮料历史学家戴维·旺德里奇曾经推测，在1850年代引入纽约的原始配方与19世纪上半叶在 The Garrick 等伦敦俱乐部盛行的琴酒鸡尾酒非常相似。他说这些过去类似于琴酒，柠檬汁，苏打水和马拉斯奇诺樱桃酒的混合物。
1869年，當時一位於倫敦 Limmer's Old House 飯店裡的咖啡廳的外場經理最初發明了约翰可林斯。在早期“约翰可林斯”是以仁內華（Genever）作為基酒，而後再演變成使用老汤姆金酒或者倫敦乾琴酒。
1876 年世界調酒之父傑瑞·湯瑪斯寫道將原本的约翰可林斯酒譜改稱為湯姆可林斯，則约翰可林斯基酒由波本威士忌代替了琴酒演變成現在的經典調酒酒譜。

## 在流行文化里的体现
这是由弗兰克和查尔斯·谢里丹创作的有关约翰可林斯的押韵词：
我的名字叫约翰·可林斯，是Limmer's的侍应生，

在汉诺威广场康迪街的角落里，

我的主要职务是填满各种酒杯，

为所有常来的年轻绅士们。